# 舞廳 (1981年電影)
《舞廳》（英語：The Club），又名《舞廳風雲》、《殺戮舞場》，是1981年上映的一部香港警匪動作片，為導演黃志強執導的首部電影，由陳惠敏、徐少強、鄭則仕、鄺美寶及高飛主演。電影主題講述一場香港黑社會江湖仇殺事件，1981年9月17日於香港上映。

## 劇情
阿細（陳惠敏 飾）與阿飛（徐少強 飾）是出生入死的好兄弟，二人自小追隨韓橫山（方野 飾）長大。1970年代，阿細夥拍韓橫山經營了一間舞廳，阿飛則發展麻雀館，經營黑道事業有聲有色。風生水起的發展惹來其他勢力的注視，有意壟斷娛樂場所市場的周叔（佟林 飾）和華叔（林偉棋 飾）向韓橫山洽談收購，而同時想染指地產的韓橫山則抓住華叔的痛腳，乘機賣盤半賣半迫身為地產公司老闆的華叔讓他取得股份及進入董事局。不滿的華叔設局殺死韓橫山。阿細和阿飛得知背後種種勾結後，到華叔、周叔新開幕的舞廳血腥廝殺為大佬報仇。

## 角色
| 演員     | 角色   | 備註     |
| 陳惠敏   | 阿細   |          |
| 徐少強   | 阿飛   |          |
| 鄭則仕   | 阿權   | 客串     |
| 高飛     | 范焦雄 | 特別客串 |
| 鄺美寶   | 珍妮   |          |
| 宮井蓮娜 | 美子   | 日本舞女 |
| 唐偉成   | 雪條成 | 客串     |
| 張權     | 蛋撻權 | 客串     |
| 方野     | 韓橫山 | 客串     |
| 權永文   |        | 客串     |
| 佟林     | 老鬼周 | 客串     |
| 太保     |        | 客串     |
| 林偉祺   | 華叔   | 客串     |
| 李壽祺   | 鄧先生 | 客串     |
| 金彪     | 標叔   | 客串     |
| 梁雪薇   |        | 客串     |
| 關麗儀   |        | 客串     |
| 徐桂香   |        | 客串     |
| 唐絲     |        | 客串     |

## 獎項
| 年份 | 頒獎典禮            | 獎項       | 獲提名 | 結果 |
| ---- | ------------------- | ---------- | ------ | ---- |
| 1982 | 第1屆香港電影金像獎 | 十大華語片 |        | 獲獎 |